# أوريليا كوتا

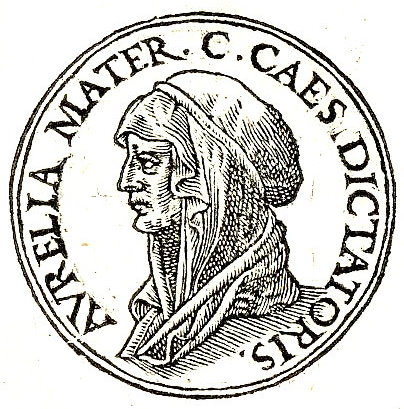
صورة أوريليا كوتا

أوريليا كوتا ( حوالي 120 - 31 يوليو 54 ق.م ) كانت والدة الدكتاتور الروماني غايوس يوليوس قيصر (100 - 44 ق.م).